# Joana Manuel de Castela
Joana Manuel de Castela ou Joana Manuel de Villena (em espanhol: Juana; 1339 - Salamanca, 27 de março de 1381) foi uma infanta e rainha de Castela.

## Biografia
Era filha do infante João Manuel de Castela e da terceira esposa deste, Branca Nunes de Lara. Era meia-irmã de Constança Manuel, a esposa do futuro rei Pedro I de Portugal, e irmã de Fernando Manuel, senhor de Vilhena, Escalona, Peñafiel, Cartagena, Lorca, Elche e Almendara.
Em 27 de Julho de 1350, foi dada em casamento a Henrique, conde de Trastâmara, filho ilegítimo do rei Afonso XI. Este matrimónio foi auspiciado por sua influente sogra, Leonor de Gusmão, já que, morta sua sobrinha Branca, em 1361, Joana tornou-se a maior herdeira de Castela e, como filha de João Manuel, legitimava o direito de seu esposo ao trono castelhano.

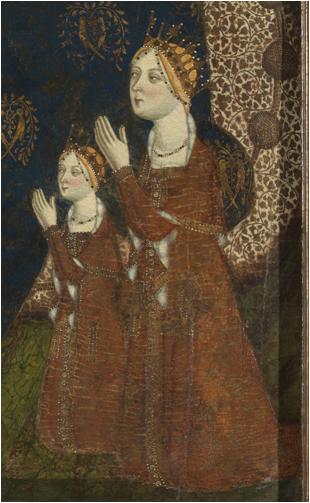
Joana com uma de suas filhas. Detalhe da pintura La Virgen de Tobed de Jaume Serra, do século XIV.

Acompanhou seu esposo em suas investidas contra o meio-irmão dele, Pedro I de Castela, participando da defesa de Gijón, em 1353, e da revolta dos nobres de Toro, em 1354. Foi proclamada junto com seu esposo rainha de Castela em 1366. Porém, a vitória de seu cunhado Pedro sobre Henrique na Batalha de Nájera, obrigou-a a fugir para a França junto com seu esposo. Em maio daquele mesmo ano, eles regressaram para participar do sítio e da tomada de Toledo.
Depois do drama de Montiel, foi novamente proclamada rainha, cargo que manteve até sua morte. Morreu em Salamanca, aos 42 anos.

## Descendência
Henrique e Joana tiveram três filhos:
- João (1358 - 1390), que sucedeu ao pai no trono de castela.
- Leonor (c. 1363 - 1416), que se tornou rainha de Navarra.
- Joana (c. 1367 - 1374).